# Sceloporus gadoviae
Sceloporus gadoviae är en ödleart som beskrevs av  George Albert Boulenger 1905. Sceloporus gadoviae ingår i släktet Sceloporus och familjen Phrynosomatidae. IUCN kategoriserar arten globalt som livskraftig. Inga underarter finns listade i Catalogue of Life.